# 思量経
『思量経』（しりょうきょう、巴: Anumāna-sutta, アヌマーナ・スッタ）とは、パーリ仏典経蔵中部に収録されている第15経。『推理経』（すいりきょう）とも。
類似の伝統漢訳経典としては、『中阿含経』（大正蔵26）の第89経「比丘請経」や、『受歳経』（大正蔵50）等がある。
モッガラーナ（目連）が、比丘達に、内省に関する仏法を説いていく。

## 日本語訳
- 『南伝大蔵経・経蔵・中部経典1』（第9巻） 大蔵出版
- 『パーリ仏典 中部（マッジマニカーヤ）根本五十経篇I』 片山一良訳 大蔵出版
- 『原始仏典 中部経典1』（第4巻） 中村元監修 春秋社